# ビーロットリート投資法人
ビーロットリート投資法人は、かつて存在した投資法人。

## 概要
2017年（平成29年）にLCホールディングス（2019年にグローム・ホールディングスに商号変更）の子会社であるLCパートナーズがポーリー・プラス投資法人として設立し、商業施設と病院施設を運用資産とし、東証に上場を目指すとしていた。2018年にはメディカルアセット投資法人に商号変更した。
2020年（令和2年）にビーロットがLCパートナーズの株式と、当投資法人の投資口を取得し、当投資法人はビーロットリート投資法人に商号変更した。株式会社LCパートナーズは、（旧）ビーロット・アセットマネジメント株式会社 を吸収合併し、（新）ビーロット・アセットマネジメント株式会社に商号変更した。
ビーロットは、2020年（令和2年）3月31日にユナイテッド・アーバン投資法人から100億2,200万円で取得したビーロット江坂ビルを、同年11月30日に当投資法人に130億円で売却し、当投資法人の運用が開始した。ミサワホーム、新日本建設、エー・ディー・ワークス等とも協業し、総合型リートとしてオフィス、商業施設、共同住宅などを投資対象に、資産規模500億円超まで拡大させて東京証券取引所への上場を目指していく、としていた。
2022年（令和4年）12月23日、当投資法人はビーロット江坂ビルをアンジェロ・ゴードンが組成した「江坂インベストメンツ特定目的会社」に簿価及び鑑定評価額を超える価格で売却した。
2024年（令和6年）3月に当投資法人は登記閉鎖された。
なお、北海道の商業不動産を当投資法人に組み込む予定のため合同会社BOL1が組成されたが、当投資法人に物件は組み込まれず、最終的には北海道リート投資法人に組み込まれた。

## 沿革
- 2017年（平成29年）9月15日 - ポーリー・プラス投資法人として設立。所在地は東京都港区赤坂1丁目12番32号[18]。
- 2017年（平成29年）10月24日 - 登録（関東財務局長 第130号）[19]
- 2018年（平成30年）7月4日 - メディカルアセット投資法人に商号変更[18]
- 2020年（令和2年）7月1日 - 所在地を東京都港区新橋2丁目19番10号に変更[18]
- 2020年（令和2年）9月2日 - ビーロットリート投資法人に商号変更[18]
- 2024年（令和6年）3月13日 - 解散（登記閉鎖）[18]